# Guedes Lupapa
Guedes Lupapa (5 marzo 1988) è un calciatore angolano, attaccante del Sagrada Esperança e della Nazionale angolana.

## Carriera

### Nazionale
Ha esordito in Nazionale nel 2013.